# Zbigniew Stawicki
Zbigniew Stawicki (ur. 22 września 1965 w Lubrańcu) – polski urzędnik i doradca podatkowy, od 2023 podsekretarz stanu w Ministerstwie Finansów oraz Zastępca Szefa Krajowej Administracji Skarbowej.

## Życiorys
Jest synem Marianny i Henryka. Z resortem finansów i kontrolą skarbową związany od 1994. Przeszedł wszystkie szczeble awansu od referenta do inspektora kontroli skarbowej II stopnia. W latach 2008–2015 dyrektor Urzędu Kontroli Skarbowej w Bydgoszczy. Nadzorował prace powołanego w 2014 międzyresortowego zespołu ds. przestępczości w podatku od towarów i usług oraz podatku akcyzowym.
Pracował w Kujawsko-Pomorskim Urzędzie Celno-Skarbowym w Toruniu, gdzie pełnił funkcję kierownika pionu kontroli celno-skarbowej i postępowań podatkowych.
18 grudnia 2023 został powołany na stanowisko podsekretarza stanu w Ministerstwie Finansów oraz Zastępcy Szefa Krajowej Administracji Skarbowej.